# Mary Dixon Kies
Mary Dixon Kies (21 de março de 1752 – 1837) foi a primeira mulher dos Estados Unidos a requerer e obter uma patente do United States Patent and Trademark Office. Em 5 de maio de 1809 sua patente para uma nova técnica de tecelagem de palha com seda e fio têxtil para a confecção de chapéus foi assinada pelo presidente dos Estados Unidos James Madison.